# أ. ريمون راندولف
أ. ريمون راندولف (بالإنجليزية: Arthur Raymond Randolph)‏ هو قاضي أمريكي، ولد في 1 نوفمبر 1943 في Riverside Township, New Jersey ‏ في الولايات المتحدة.